# Valentine Bender

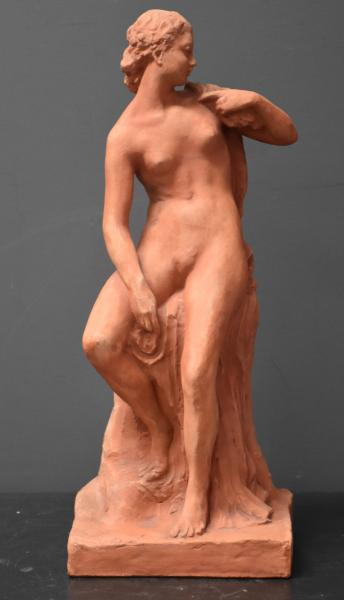
Nu féminin au drapé par Valentine Bender

Valentine Bender (née à Bruxelles en 1884 et morte en 1947 à Uccle) est une sculptrice belge. Elle s'est formée en fréquentant l'atelier privé du sculpteur et futur mari Égide Rombaux (1865-1942).

## Biographie
Ses œuvres illustrent exclusivement des figures humaines en bronze, terre cuite, bois et marbre. À l'exception de bustes classiques, elle produit surtout ses figures de saints, d'enfants et de nus d'expression vive et adoptant une position souple comme s'ils étaient en plein mouvement.
En 1908, elle réalise le buste d'Ernest Discailles qui est exposé lors du quarantième salon de Gand l'année suivante. Il est aujourd'hui conservé à la maison communale de Schaerbeek,. 
À partir de 1909, elle et Égide Rombaux, nouvellement divorcé, s'installent ensemble.
Valentine Bender expose régulièrement, à partir de 1910 à Liège, Anvers, Gand et surtout Bruxelles.
En 1937, elle expose une sculpture en marbre : « Première confidence » à Paris dans le cadre de l'exposition « Les femmes artistes d'Europe exposent au Jeu de Paume ».
Au décès de son mari, elle hérite de son atelier. En 1946, elle en confie les œuvres aux Musées royaux des Beaux-Arts de Belgique et le matériel au sculpteur Léandre Grandmoulin. Elle meurt à Uccle l'année suivante.

## Œuvres
- Mère et enfant, marbre[6]
- Buste de M. Ernest Discailles, bronze, 50 × 46 × 30 cm, 1908[7]